# Monoblastus chinensis
Monoblastus chinensis là một loài tò vò trong họ Ichneumonidae.